# مطرح
 شهرستان مطرح  (به عربی:  ولایة مطرح ) یکی از شهرستان‌های استان مسقط در کشور پادشاهی عمان است.  شهرستان مطرح  یکی از شهرستان‌های شش‌گانه استان مسقط است، بلکه از مهم‌ترین شهرستان‌های این استان می‌باشد. تاریخ این شهرستان به دوران بسیار دور بر می‌گردد ویکی از قدیمترین بنادر عمان است که به وسیله اسکله مشهور مطرح کالاهای مختلف به نقاط دنیا صادر می‌گردد.

## جمعیت
بر اساس سرشماری سال ۲۰۱۰ میلادی جمعیت شهرستان بوشر ۱۵۰٬۱۲۴ نفر بوده‌است.

## دژهای تاریخی
در این شهرستان چند دژ مهم وجود دارد که عبارت‌اند از: «قلعه الروجه»، دژ «مطیرح»، قلعه «الفناتیف»، قلعه «جبل کلبوه»، «قلعه لزم»، «دژ حکم»، «قلعه الریح»، «دژ سنجوری»، «قلعه الغریفة»، «قلعه بحوار»، «قلعه بیت الفلیج»، «دژ الشجیعیة».

## دیوار مطرح
واز مهم‌ترین دیوارهای موجود در عمان دیواری است که در مطرح موجود است، این دیوار «سور» در امتداد کوه جنوبی تا کوه شمالی شهرستان مطرح کشیده شده‌است و به نام «سور روی» معروف است. این سور در دوران حکمرانی سلطان بن احمد البوسعیدی ساخته شده‌است که شهر «مطرح» مقر حکم خود قرار داده بودند.
همچنین چند سور دیگر نیز در این شهرستان وجود دارد که در دوران حکمرانانی که براین منطقه حاکم بودند ساخته شده‌است: «سور اللواتیا»، «سور مطرح قدیم،» و «سور جبروه».

## قناتیا فلج
در شهرستان مطرح چند فَلجَ (قنات) وجود دارد که به شرح زیر می‌باشند: «فلج الوطیة» این قنات از وادی عدی سرچشمه می‌گیرد. اما دیگری از وادی الکبیر سرچشمه می‌گیرد که «بیت الفلج» نام دارد، آب این قنات از زیر قلعه بیت الفلج می‌گذرد. در این شهرستان پهناور ۱۶ درواه (دره) وجود دارد که بزرگ‌ترین آن‌ها عبارت‌انداز: «وادی الحرث»،
«وادی الأصیل»، «وادی الناقه»، «وادی الولجاء»،
«وادی الحمریة»، «وادی دارسیت»، «وادی میسح العود» و «وادی الکبیر». همچنین یک کتابخانه بزرگ اسلامی نیز در این شهرستان وجود دارد.

## نگارخانه

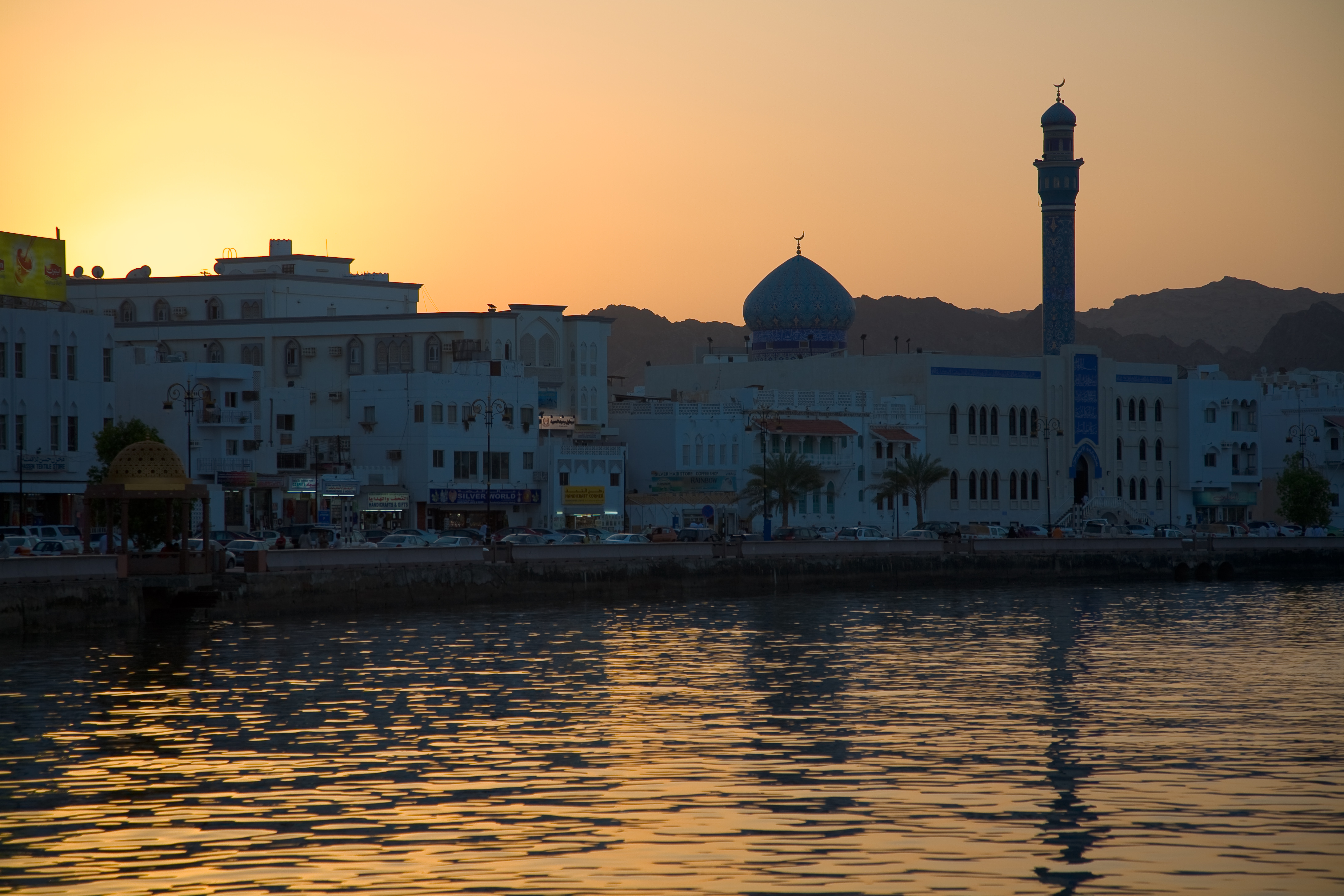
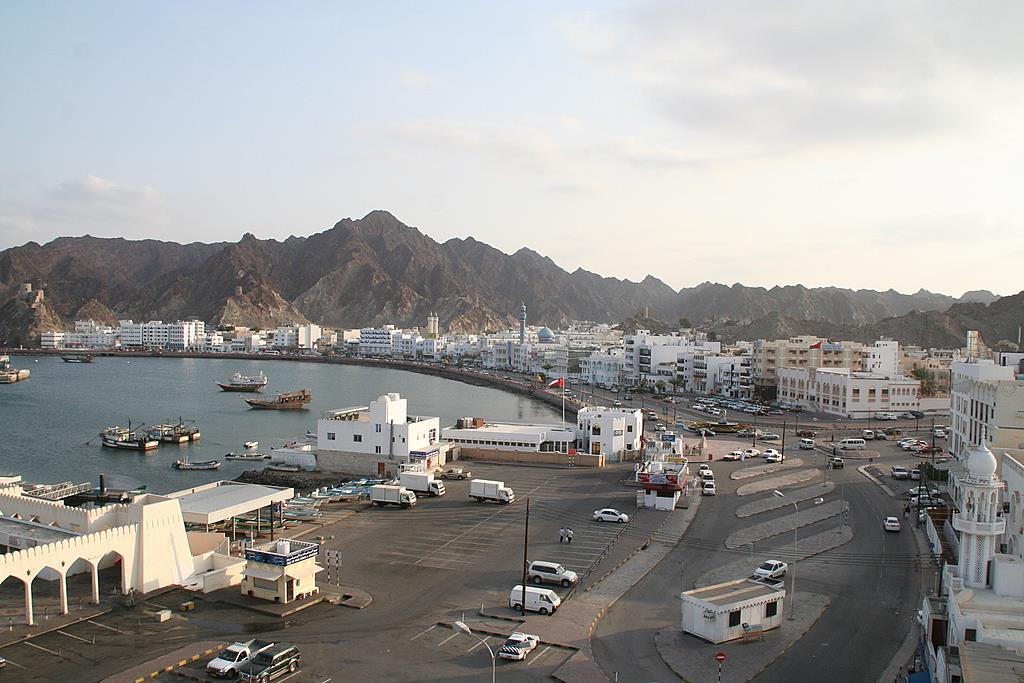
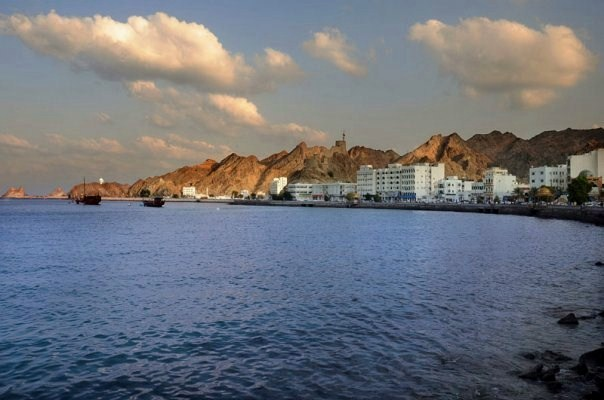
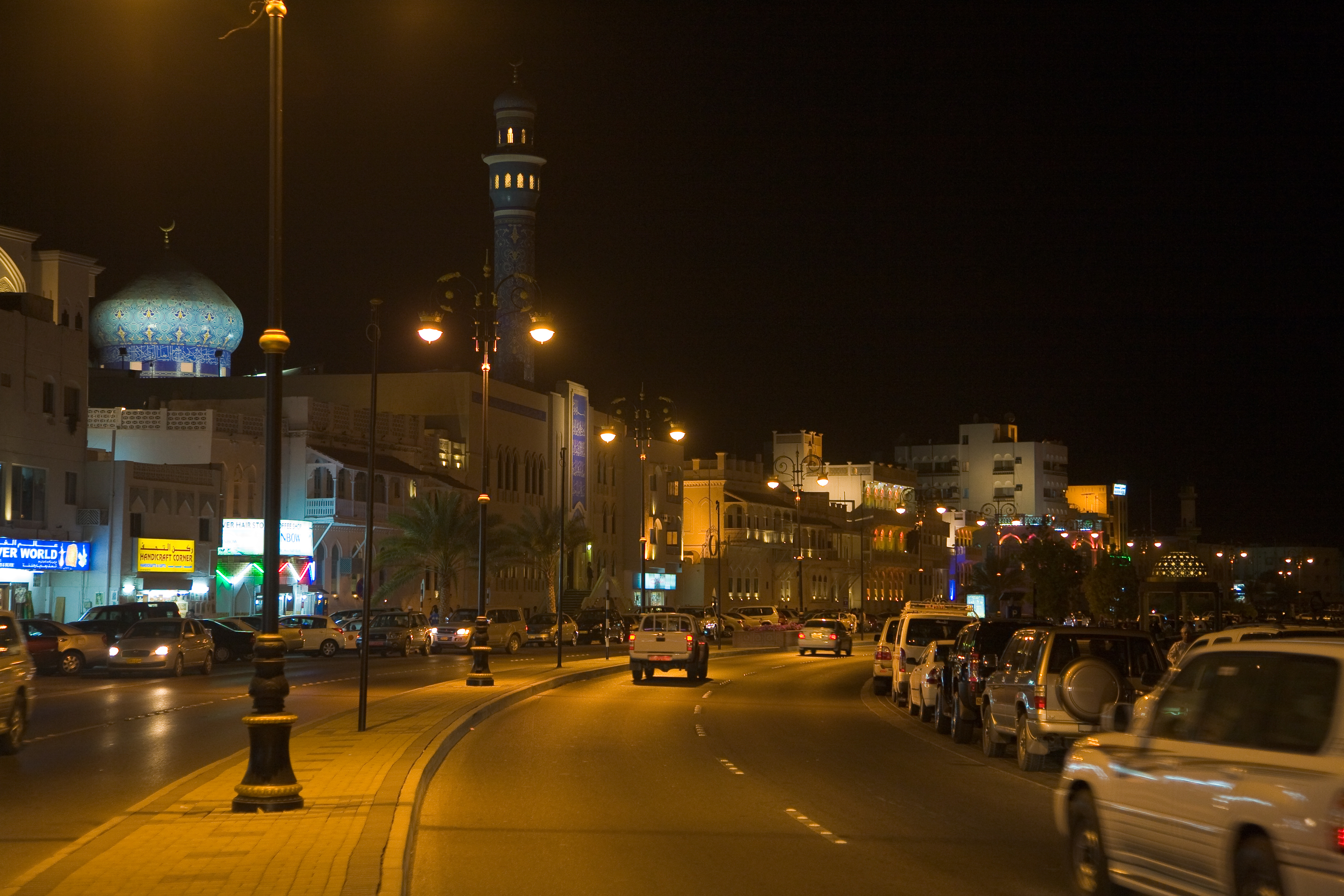
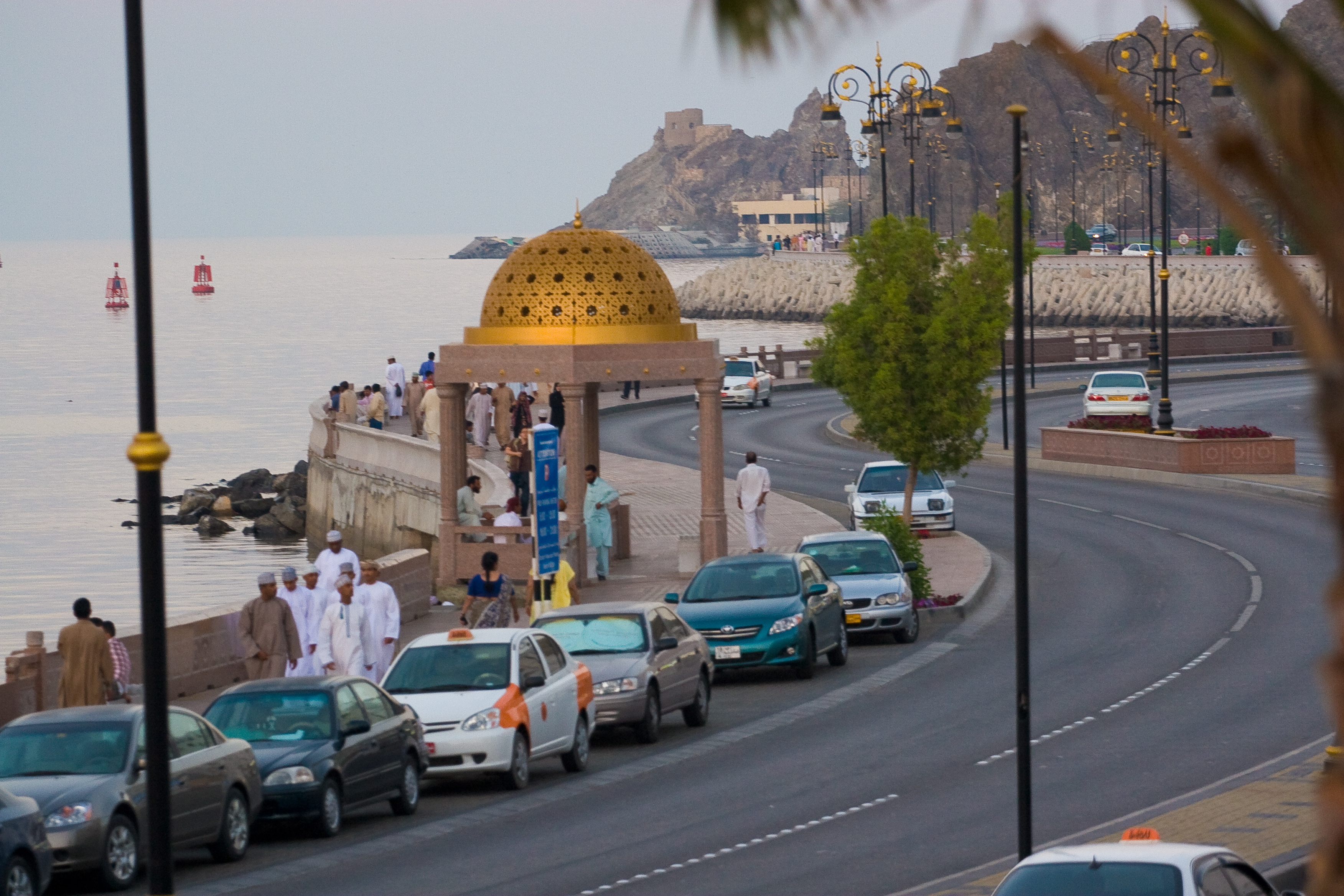
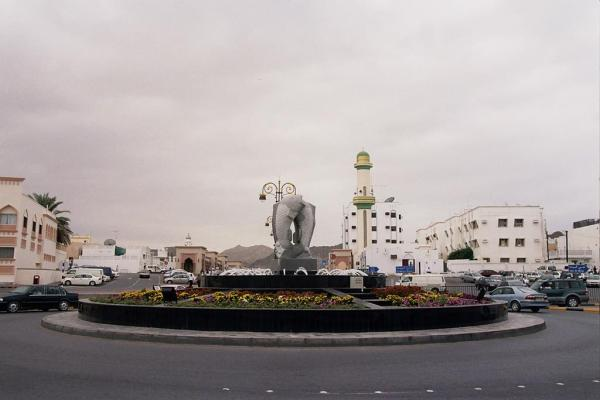